# Zuiderpark (Rotterdam)

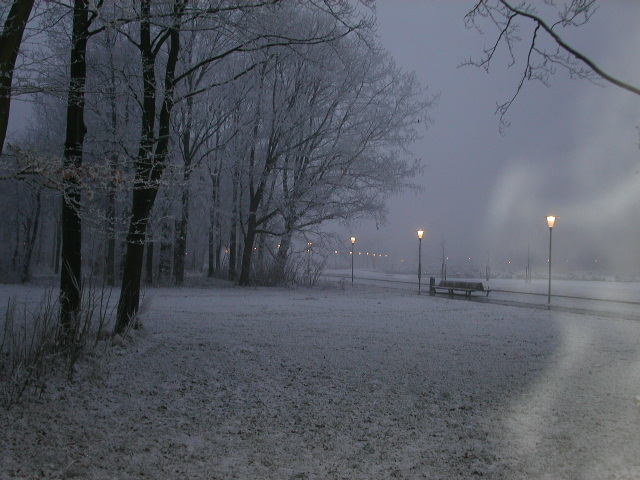
Der renovierte Zuiderpark, Dezember 2007

Der Zuiderpark ist ein Stadtpark im Rotterdamer Stadtviertel Charlois. Mit 215 Hektar ist er der größte Stadtpark der Niederlande. Der Park liegt zwischen dem alten Viertel Carnisse und den in der Nachkriegszeit entstandenen Vierteln Zuidwijk und Pendrecht. Der Park wurde 1952 als zunächst schmuckloser Erholungspark angelegt. Der Bereich zählt mehrere Kleingartenanlagen und Sportplätze. Daneben bietet er auch Platz für Popfestivals, wie u. a. dem Metropolis Festival.
Im Jahr 2006 wurde der Park umfassend renoviert. Dabei verschwanden eine Reihe von Kleingärten und viele Bäume. Neue Wasserflächen wurden angelegt, um zusätzlichen Wasserspeicher zu schaffen.
An der Nordseite des Zuiderparks befinden sich die 1971 eingeweihten Veranstaltungshallen Rotterdam Ahoy.